# ملعب مركز داليان الرياضي
ملعب مركز داليان الرياضي (بالصينية: 大连体育中心体育场) هو ملعب متعدد الأغراض يقع في مدينة داليان بمقاطعة لياونينغ، الصين، تبلغ سعته 61 ألف متفرج. تم تشييده لدورة الألعاب الوطنية الصينية 2013، كان المقر الرئيسي لنادي داليان بين عامي 2014 و2020. 

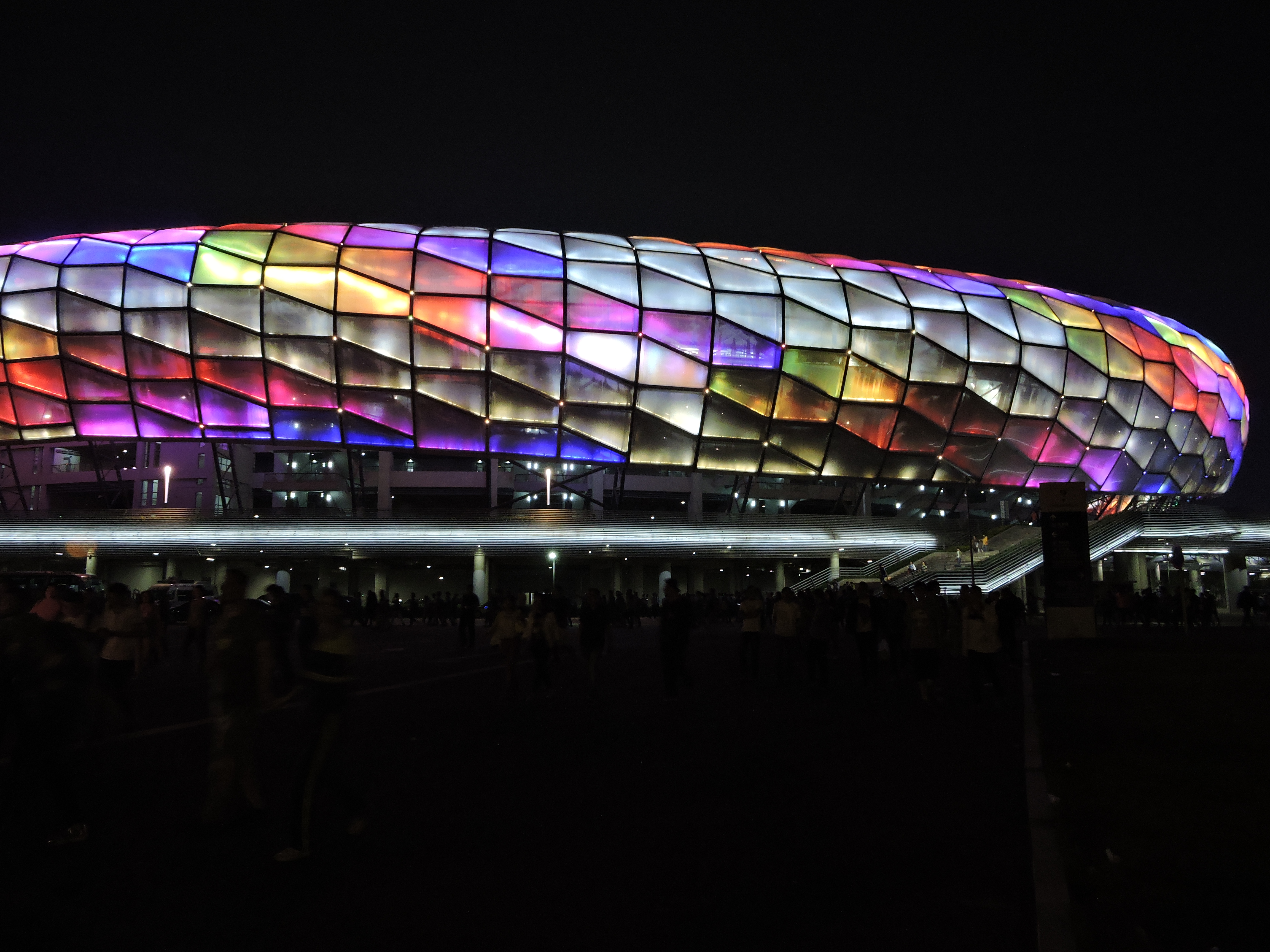
ملعب مركز داليان الرياضي ليلاً